# Moussa Sylla (football)
Pour les articles homonymes, voir Moussa Sylla et Sylla (homonymie).
Moussa Sylla, né le 25 novembre 1999 à Étampes, est un footballeur international malien qui joue au poste d'attaquant à Schalke 04.
Il est le frère de l'international malien Yacouba Sylla.

## Biographie

### En club
Moussa Sylla débute le football à l'âge de 7 ans au Football Club d'Étampes. Il intègre ensuite l'INF Clairefontaine et rejoint le CS Brétigny pendant ses années de préformation.

#### Débuts à l'AS Monaco
Moussa Sylla signe son premier contrat professionnel avec l'AS Monaco le 10 février 2017. Il fait ses débuts en match officiel lors d'une défaite 3-1 à Guingamp le 21 avril 2018, avant d'inscrire ses deux premiers buts lors d'un succès 2-1 à Caen deux semaines plus tard. La saison suivante, il apparait plus souvent dans le groupe professionnel et participe notamment à 18 rencontres de Ligue 1 dont 7 titularisations.
Il marque également son premier but en Ligue des champions de l'UEFA à Bruges lors d'un match de poule qui finit sur un score nul (1-1).
Lors de la saison 2019-2020, il n'entre pas dans les plans de l'entraîneur Leonardo Jardim et ne joue que 8 minutes en Ligue 1 lors du premier match de la saison contre l'OL. Il est mis à disposition de l'équipe U21 de l'AS Monaco.
Le 24 juin 2020, le club monégasque annonce son départ.

#### Départ aux Pays-Bas
Le 15 septembre 2020, il s'engage pour trois saisons au FC Utrecht. Le 29 août 2021, il marque son premier but lors de la victoire 3-1 contre le Feyenoord Rotterdam. Environ un mois plus tard, il score son deuxième but de la saison égalant déjà son meilleur total sur une saison, lors de la victoire contre le PEC Zwolle. Le 17 octobre 2021, il donne une passe décisive pour Quinten Qimper pour sauver l'honneur du FC Utrecht lors de la défaite 5-1 contre l'AZ Alkmaar. Il marque son troisième but de la saison contre Heerenven lors d'une victoire 2-1 de son équipe. Il offre une nouvelle passe décisive le 31 octobre 2021 pour contribuer à la victoire 5-1 de son équipe contre Willem II. Le 21 octobre, il marque son quatrième but de la saison lors de la défaite 1-2 sur le terrain de Cambuur.
Après une absence de plusieurs matchs, il fait son retour le 24 janvier 2022 contre le Sparta Rotterdam et offre une passe décisive deux minutes après son entrée en jeu pour Alexander van de Streek.

#### Retour en France
En fin de contrat en juin 2023, il signe libre au SM Caen jusqu'en 2025.

#### Pau FC
Au début de la saison 2023-2024, Moussa Sylla rejoint le Pau Football Club sous la forme d’un prêt en provenance du SM Caen, devenant ainsi le troisième joueur caennais à poser ses valises dans le Béarn, après Johann Obiang et Iyad Mohamed. Rapide à s’adapter aux exigences des Maynats, il se montre décisif dès ses débuts : trois buts inscrits lors de ses deux premiers matchs. À la trêve hivernale, son prêt est déjà un véritable succès, avec huit réalisations en dix-sept rencontres.
Au terme de la saison, Sylla termine meilleur buteur du Pau FC et se classe deuxième artificier de Ligue 2. Séduits par ses performances, les dirigeants béarnais lèvent l’option d’achat, estimée à environ 300 000 €, et lui proposent un contrat courant jusqu’en 2027, assorti d’une clause de révision ouverte à toutes les offres. Dès l’ouverture du mercato 2024-2025, le Pau FC réalise le transfert le plus onéreux de son histoire, pour près de 2,5 millions d’euros.

#### Schalke 04
En août 2024, Moussa Sylla signe avec Schalke 04 en deuxième division allemande. Il marque rapidement deux buts lors de ses trois premiers matchs avec l'équipe. 

### En sélection
Il a joué pour certaines des équipes de France de jeunes.

## Statistiques

### En club
| Saison                | Club                  | Championnat           | Championnat | Championnat | Championnat | Coupe nationale | Coupe nationale | Coupe nationale | Coupe de la Ligue | Coupe de la Ligue | Coupe de la Ligue | Compétition(s) continentale(s) | Compétition(s) continentale(s) | Compétition(s) continentale(s) | Compétition(s) continentale(s) | Total | Total | Total |
| Saison                | Club                  | Division              | M.          | B.          | P.d.        | M.              | B.              | P.d.            | M.                | B.                | P.d.              | Comp.                          | M.                             | B.                             | P.d.                           | M.    | B.    | P.d.  |
| 2017-2018             | AS Monaco             | Ligue 1               | 5           | 2           | 0           | -               | -               | -               | -                 | -                 | -                 | -                              | -                              | -                              | -                              | 5     | 2     | 0     |
| 2018-2019             | AS Monaco             | Ligue 1               | 18          | 0           | 0           | 2               | 1               | 0               | 2                 | 0                 | 0                 | C1                             | 6                              | 1                              | 0                              | 28    | 2     | 0     |
| 2019-2020             | AS Monaco             | Ligue 1               | 1           | 0           | 0           | -               | -               | -               | -                 | -                 | -                 | -                              | -                              | -                              | -                              | 1     | 0     | 0     |
| Sous-total            | Sous-total            | Sous-total            | 24          | 2           | 0           | 2               | 1               | 0               | 2                 | 0                 | 0                 | -                              | 6                              | 1                              | 0                              | 34    | 4     | 0     |
| 2020-2021             | FC Utrecht            | Eredivisie            | 21          | 0           | 1           | 2               | 1               | 0               | -                 | -                 | -                 | -                              | -                              | -                              | -                              | 23    | 1     | 1     |
| 2021-2022             | FC Utrecht            | Eredivisie            | 25          | 6           | 2           | 1               | 1               | 0               | -                 | -                 | -                 | C4                             | 1                              | 0                              | 0                              | 27    | 7     | 2     |
| 2022-2023             | FC Utrecht            | Eredivisie            | 10          | 1           | 1           | 1               | 0               | 0               | -                 | -                 | -                 | -                              | -                              | -                              | -                              | 11    | 1     | 1     |
| Sous-total            | Sous-total            | Sous-total            | 56          | 7           | 4           | 4               | 2               | 0               | -                 | -                 | -                 | -                              | 1                              | 0                              | 0                              | 61    | 9     | 4     |
| 2022-2023             | SM Caen               | Ligue 2               | 13          | 0           | 2           | -               | -               | -               | -                 | -                 | -                 | -                              | -                              | -                              | -                              | 13    | 0     | 2     |
| 2023-2024             | Pau FC (prêt)         | Ligue 2               | 35          | 15          | 7           | 2               | 1               | 0               | -                 | -                 | -                 | -                              | -                              | -                              | -                              | 37    | 16    | 7     |
| 2024-2025             | FC Schalke 04         | 2. Bundesliga         | 27          | 16          | 1           | 1               | 0               | 0               | -                 | -                 | -                 | -                              | -                              | -                              | -                              | 28    | 16    | 1     |
| Total sur la carrière | Total sur la carrière | Total sur la carrière | 155         | 40          | 14          | 9               | 4               | 0               | 2                 | 0                 | 0                 | -                              | 7                              | 1                              | 0                              | 173   | 45    | 14    |

### En sélection
| Saison                | Sélection             | Phases finales        | Phases finales | Phases finales | Phases finales | Éliminatoires | Éliminatoires | Éliminatoires | Matchs amicaux | Matchs amicaux | Matchs amicaux | Total | Total | Total |
| Saison                | Sélection             | Compétition           | M              | B              | Pd             | M             | B             | Pd            | M              | B              | Pd             | M     | B     | Pd    |
| --------------------- | --------------------- | --------------------- | -------------- | -------------- | -------------- | ------------- | ------------- | ------------- | -------------- | -------------- | -------------- | ----- | ----- | ----- |
| 2023-2024             | Mali                  | -                     | -              | -              | -              | 1             | 0             | 0             | 1              | 0              | 0              | 2     | 0     | 0     |
| 2024-2025             | Mali                  | -                     | -              | -              | -              | -             | -             | -             | 1              | 0              | 0              | 1     | 0     | 0     |
| Total sur la carrière | Total sur la carrière | Total sur la carrière | -              | -              | -              | 1             | 0             | 0             | 2              | 0              | 0              | 3     | 0     | 0     |

## Palmarès

### En club
| AS Monaco (1)                                                                             |
| ----------------------------------------------------------------------------------------- |
| - Championnat de France - Vice-champion : 2018 - Coupe Gambardella (1) - Vainqueur : 2016 |